# Saint-Martin-en-Vercors
Saint-Martin-en-Vercors ist eine französische Gemeinde mit 436 Einwohnern (Stand: 1. Januar 2022) im Département Drôme in der Region Auvergne-Rhône-Alpes (vor 2016: Rhône-Alpes); sie gehört zum Arrondissement Die und zum Kanton Vercors-Monts du Matin. Die Einwohner werden Saint-Martinois genannt.

## Geografie
Saint-Martin-en-Vercors liegt etwa 44 Kilometer ostnordöstlich von Valence. Umgeben wird Saint-Martin-en-Vercors von den Nachbargemeinden Saint-Julien-en-Vercors im Norden, Villard-de-Lans im Nordosten, Corrençon-en-Vercors im Osten, La Chapelle-en-Vercors im Süden sowie Échevis im Westen.

## Bevölkerungsentwicklung
| Jahr                       | 1962 | 1968 | 1975 | 1982 | 1990 | 1999 | 2006 | 2019 |
| -------------------------- | ---- | ---- | ---- | ---- | ---- | ---- | ---- | ---- |
| Einwohner                  | 376  | 318  | 285  | 292  | 275  | 295  | 357  | 352  |
| Quellen: Cassini und INSEE |      |      |      |      |      |      |      |      |

## Sehenswürdigkeiten

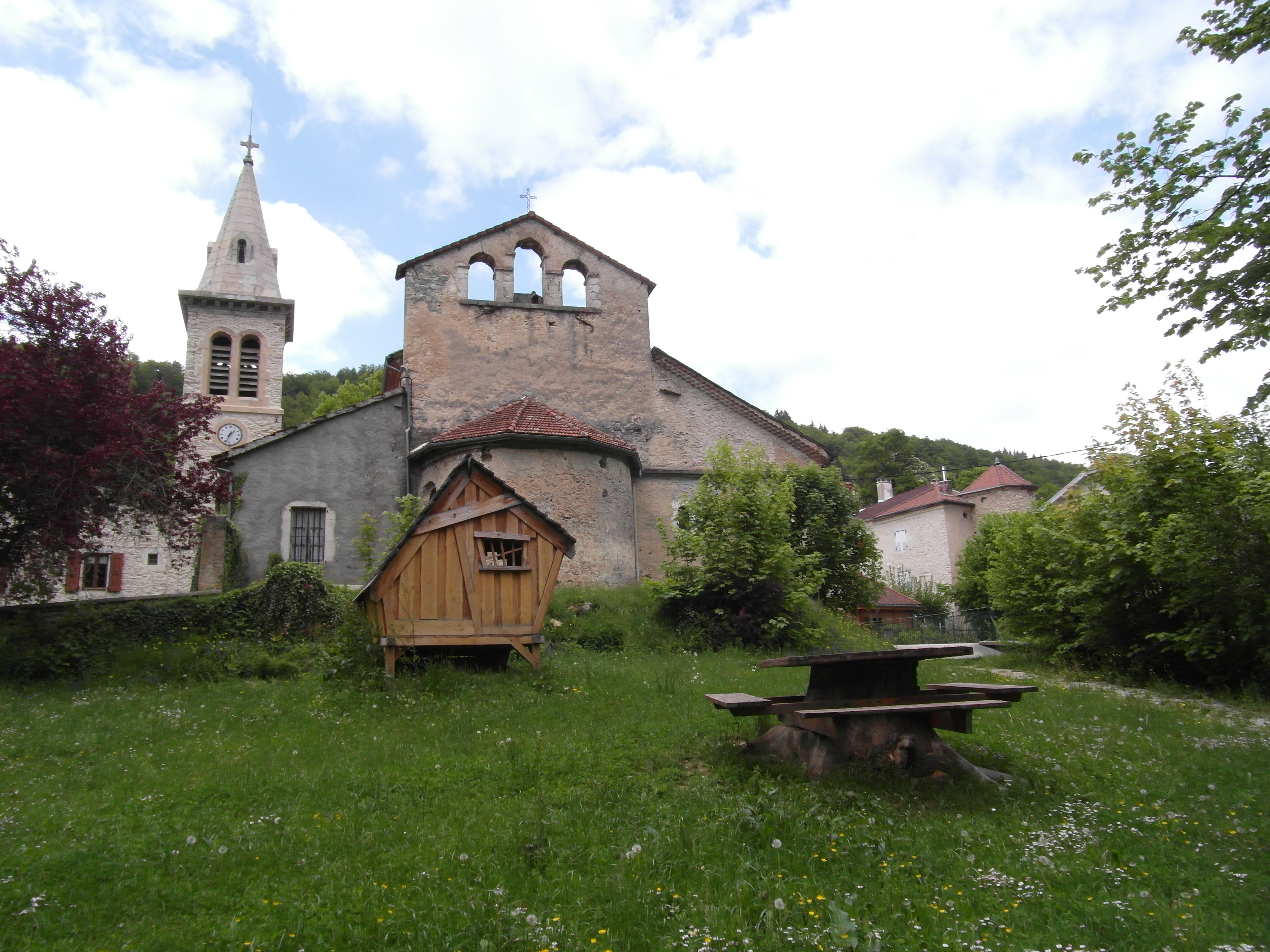
Kirche Saint-Martin
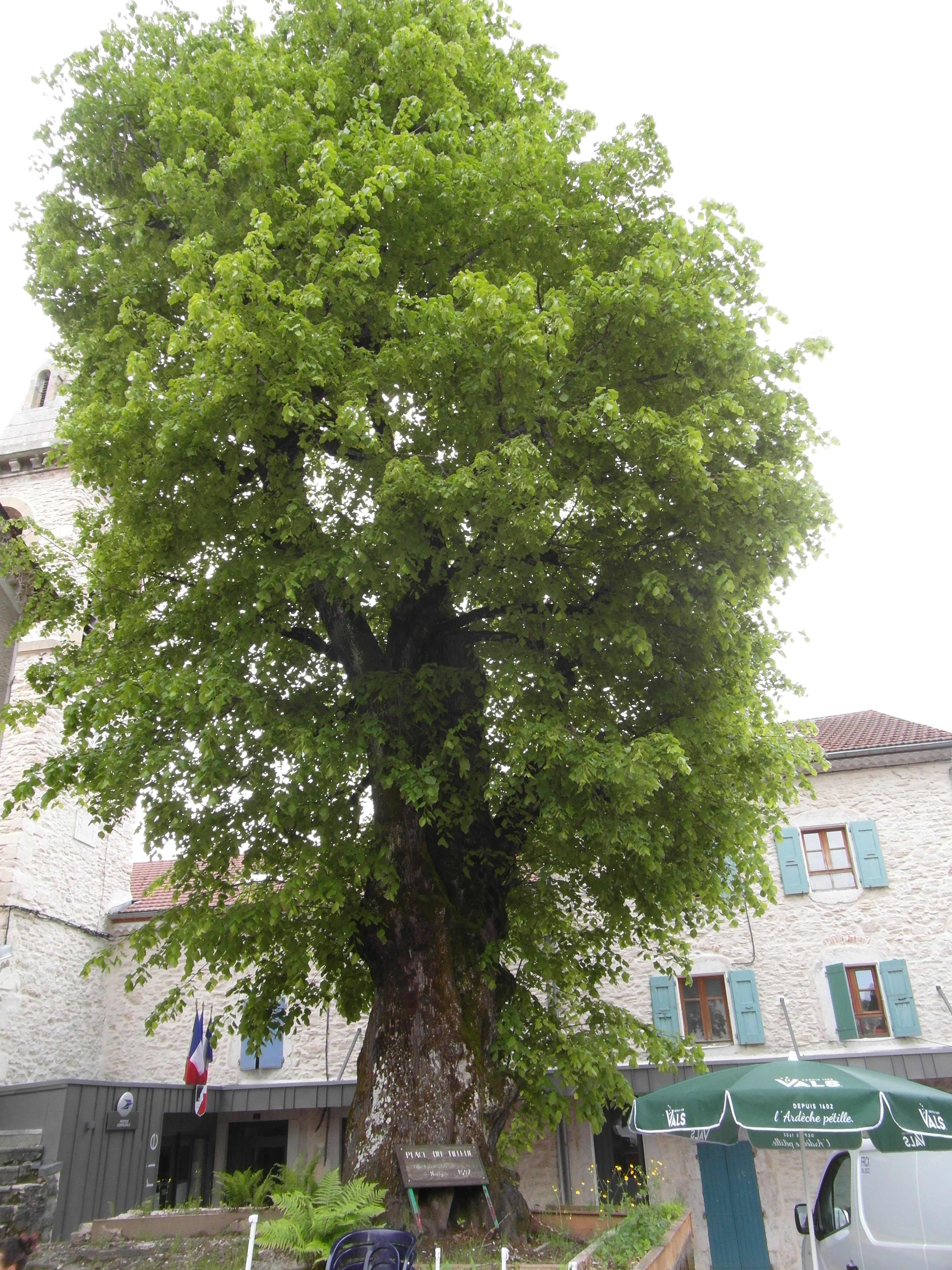
Linde von 1597

- Kirche Saint-Martin
- Über 500 Jahre alte Linde